# Hendrik Enklaar Hzn.

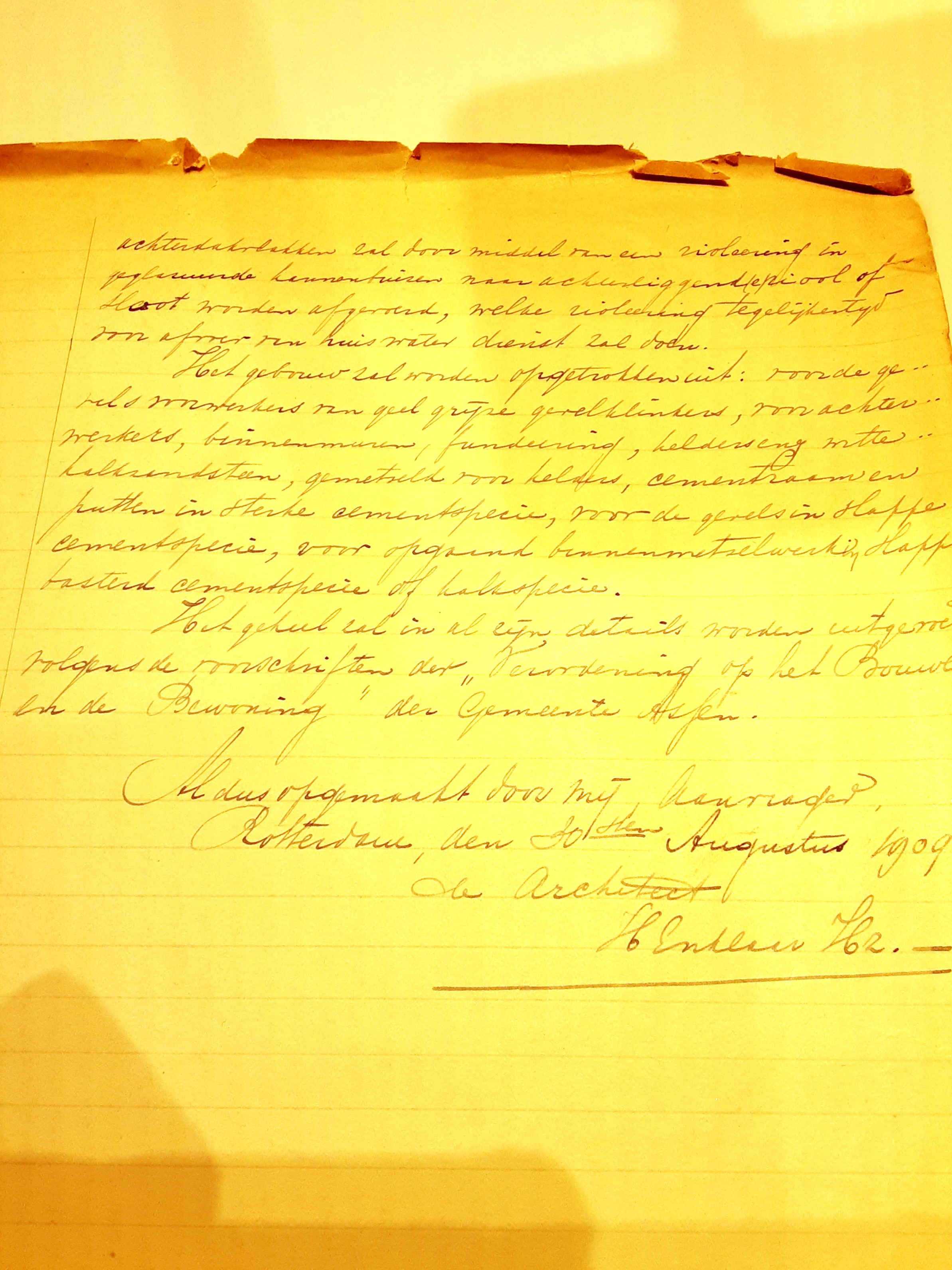
Brief van Enklaar, waarin hij schrijft over het ontwerp van zijn woning

Hendrik Enklaar Hzn., in de literatuur ook bekend als H. Enklaar Hzn. (Ruurlo, 11 juni 1886 – aldaar, 2 september 1947) was een Nederlandse architect en leraar bouwkunde. Als architect was hij voornamelijk in Assen actief.

## Leven en werk
Enklaar werd geboren in Ruurlo als zoon van Hendrik Enklaar sr. en Margarieta Betjen Lentink. Na als leraar actief te zijn geweest in Rotterdam, vestigde hij zich in 1909 als architect in Assen. Zijn eerste werk aldaar was zijn eigen huis aan de Oranjestraat, een dubbel herenhuis voor zowel hem als zijn broer. Het waren magere jaren voor architecten in die tijd in Assen. Enklaar moest op een gegeven moment bijles geven in de bouwkunde, en de eerste Asser cola-fabriek waarin hij participeerde, werd geen succes vanwege leverantieproblemen. Dit heeft hem waarschijnlijk doen beslissen om in 1914 Assen te verruilen voor een bestaan als leraar aan de Koningin Wilhelmina School in Nederlands-Indië. Dat is hij gebleven tot zijn pensioen in 1941. Hij overleed in 1947 in Ruurlo, als ‘slachtoffer van de oorlog’.
Enklaar is dus niet lang actief geweest als architect in Assen, maar behalve een aantal bouwwerken, waaronder twee die later tot monument zijn verklaard, had hij er kennelijk ook een goede naam achtergelaten, want zijn opvolger in het architectenbureau, Yvo D. Havermans, adverteerde jaren later nog met zijn naam.

## Enkele werken
| Jaartal | Locatie                          | Omschrijving                                          | Status                                                     | Afbeelding |
| ------- | -------------------------------- | ----------------------------------------------------- | ---------------------------------------------------------- | ---------- |
| 1909    | Assen, Oranjestraat 15-17        | Dubbel herenhuis, gebouwd voor zichzelf en zijn broer |                                                            |            |
| 1911    | Assen, Oranjestraat 33           | Woonhuis, gebouwd voor M. Godschalk                   |                                                            |            |
| 1912    | Assen, Oosterhoutstraat          | Dr. de Visserschool met onderwijzerswoning            | School is gesloopt; onderwijzerswoning ingrijpend verbouwd |            |
| 1912    | Assen, Groningerstraat 103-105   | Dubbel herenhuis, gebouwd voor S. en L. Broers        |                                                            |            |
| 1913    | Assen, Zuidhaege 2               | Kapel, voor de Ver. voor chr. belangen                | Gemeentelijk monument                                      |            |
| 1913    | Assen, Nieuwe Huizen 7-9         | Dubbel winkelhuis, voor P. van Dijken                 | Provinciaal monument                                       |            |
| 1913    | Assen, Julianastraat 9           | Borstelfabriek, voor de firma J. Godschalk en Zn.     | In verval                                                  |            |
| 1914    | Assen, Hendrik de Ruiterstraat 2 | Bottelarij, voor Ala-Cola NV                          | Onherkenbaar verbouwd                                      |            |